# Pfarrkirche Desselbrunn

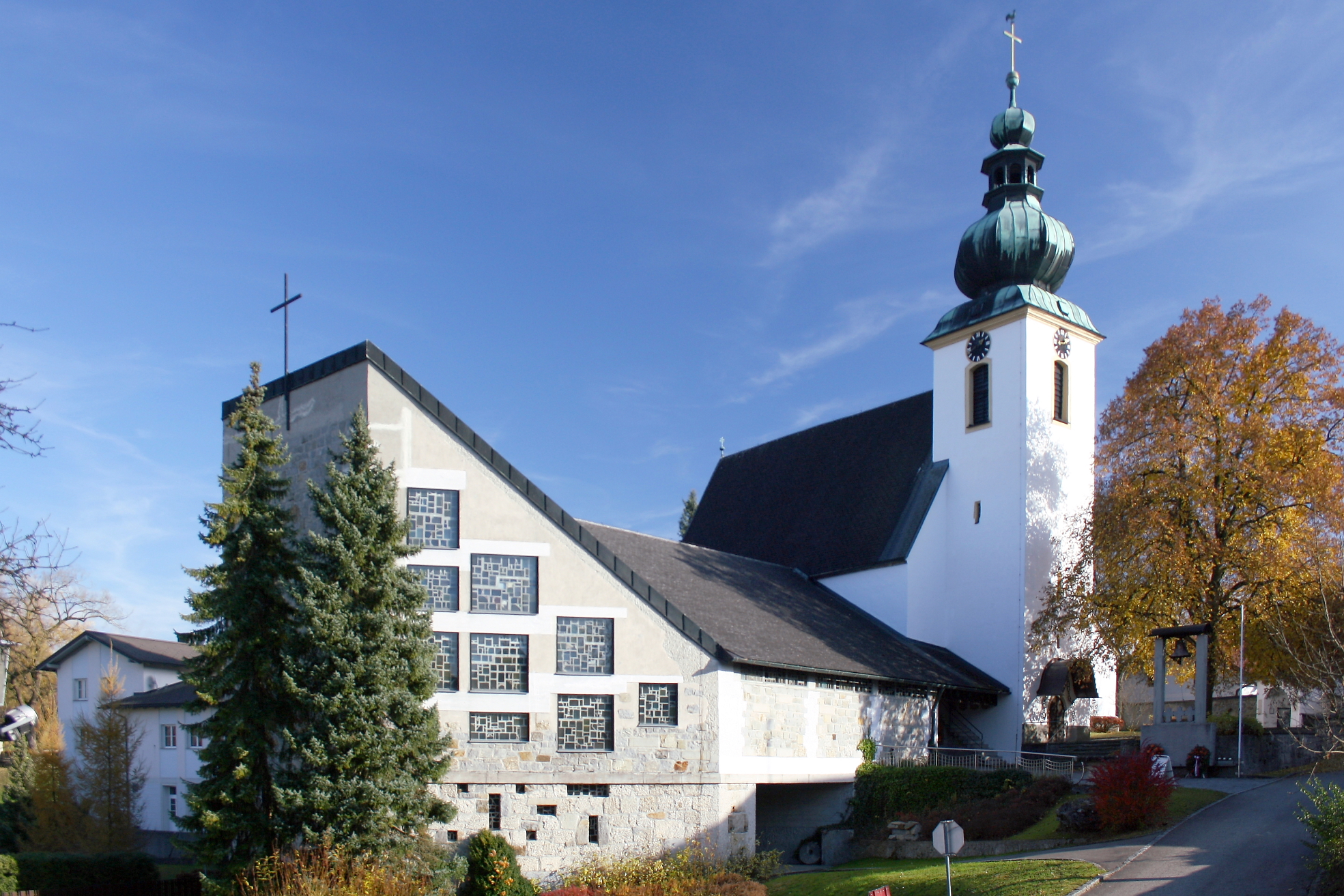
Alte und neue Pfarrkirche von Desselbrunn

Die römisch-katholische Pfarrkirche Desselbrunn steht im Ort Desselbrunn in der Gemeinde Desselbrunn im Bezirk Vöcklabruck in Oberösterreich. Die auf den Heiligen Leonhard geweihte Kirche gehört zum Dekanat Schwanenstadt in der Diözese Linz. Die Kirche steht unter Denkmalschutz.

## Alte Pfarrkirche

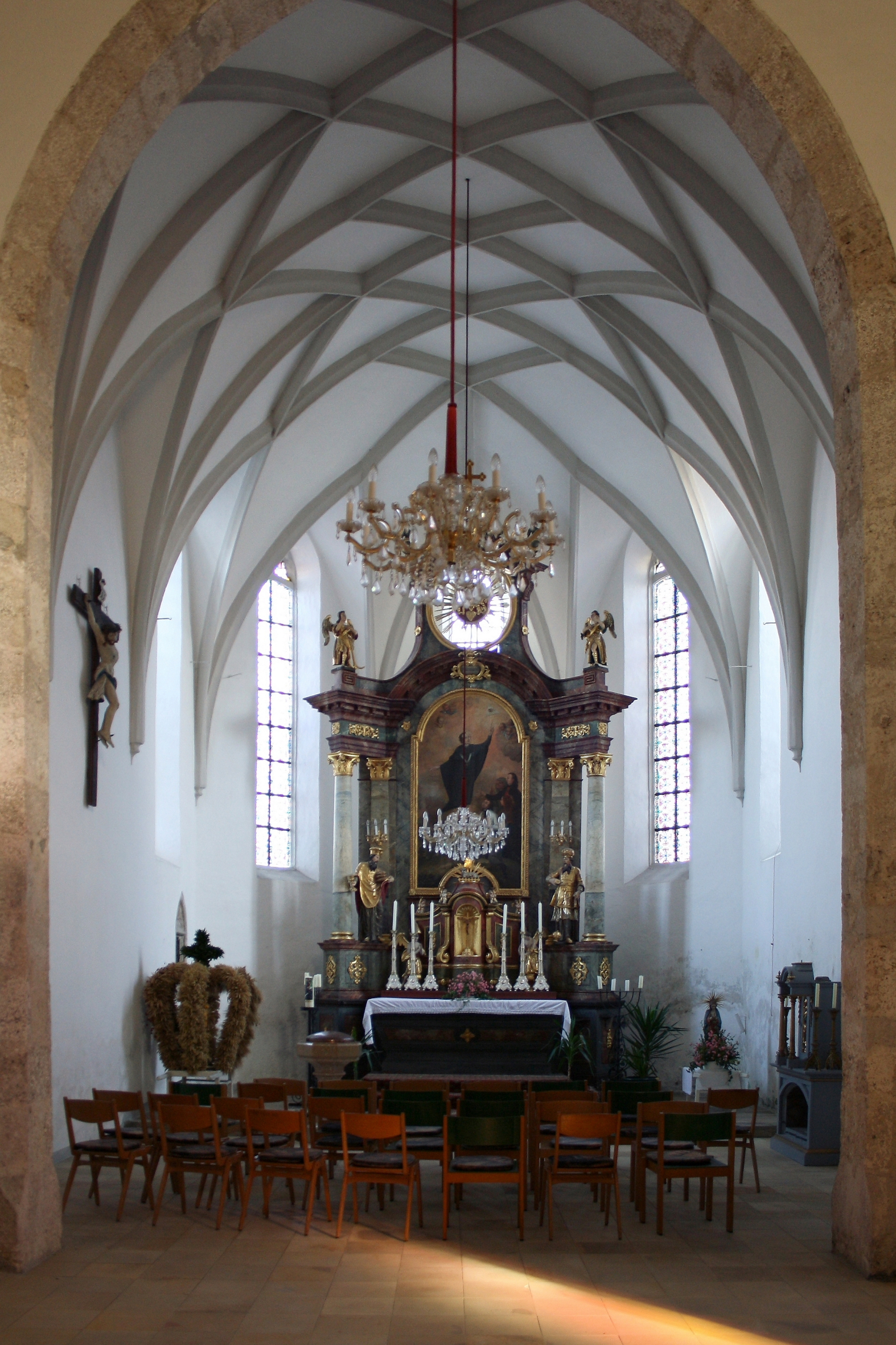
Der gotische Chor

Der Bau der spätgotischen Kirche wurde am Ende des 15. Jahrhunderts mit dem Chor begonnen und hatte um 1520 auch ein Langhaus und eine südliche Kapelle.
Seit 1990 dient die alte Pfarrkirche als Aufbahrungshalle der Gemeinde.

### Architektur
Der dreijochige Chor mit einem Dreiachtelschluss und einer gotischen Sakramentsnische und das zweijochige Langhaus haben ein Netzrippengewölbe mit einem Zentralisierungsbestreben durch Quirlbildung von sechs Rippen in der Mitte des Hauptschiffes. Ein mächtiger Triumphbogen verbindet den Altarraum und das Langhaus. Die gotische dreiachsige Westempore ist netzrippenunterwölbt. Der Westturm trägt einen Zwiebelhelm. Die Sakristei hat ein Netzrippengewölbe. Das gotische profilierte Südportal ist reich verstäbt mit einer Tür mit gotischen Beschlägen und hat eine netzrippengewölbte Vorhalle.

### Ausstattung
Der zweigeschoßige Hochaltar mit einer Säulenarchitektur im Barockstil wurde 1802 vom Lambacher Bildhauer Joachim Ertl gestaltet.

## Neue Pfarrkirche

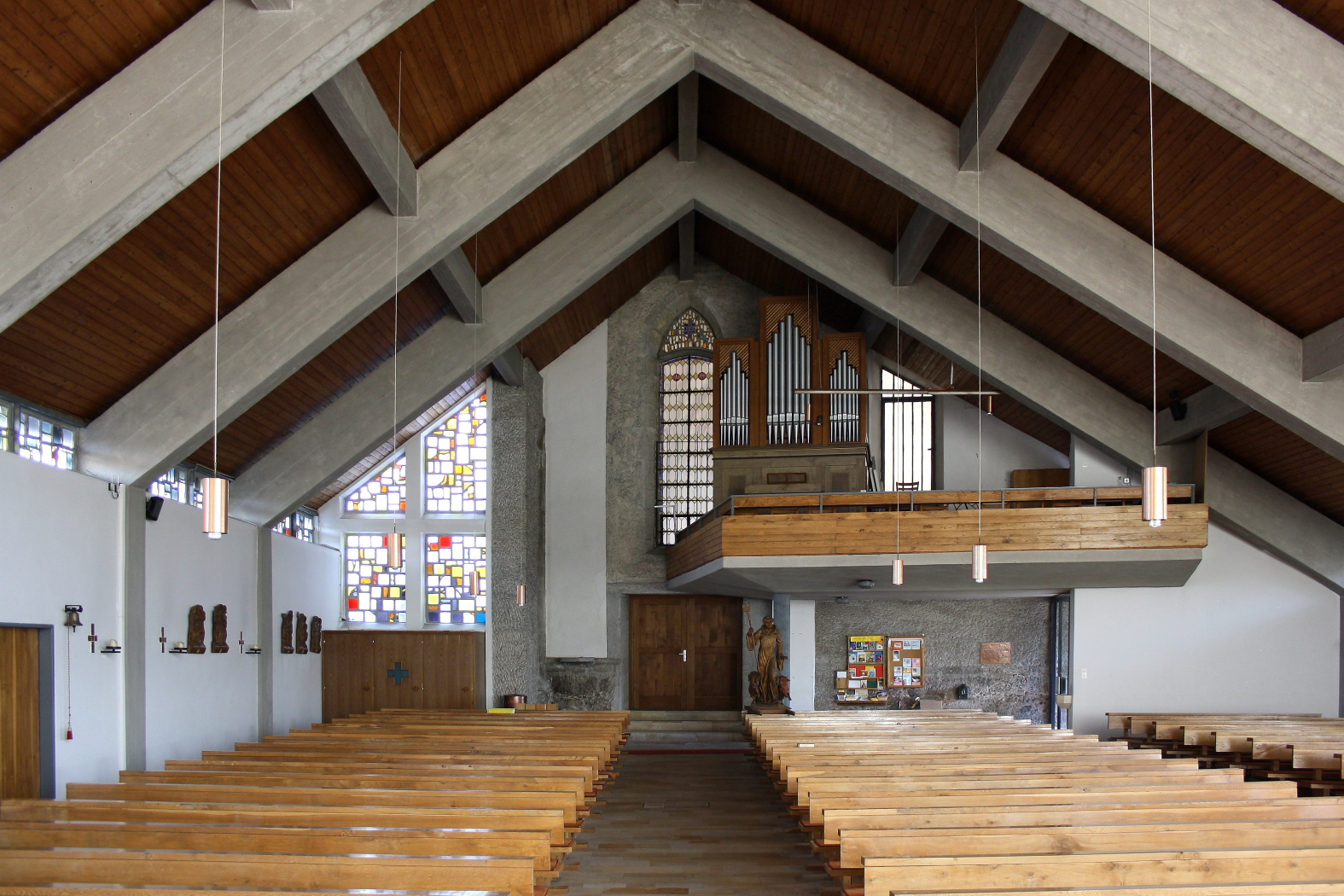
Neue Pfarrkirche mit Blickrichtung Orgelempore

Unter Pfarrer Johann Weißengruber wurde von 1957 bis 1963 nach Plänen des Architekten Franz Zachhuber nordseitig ein neues Kirchengebäude an die alte angebaut und am 30. August 1964 geweiht. 
Das Langhaus ist rechteckig ausgeführt und wird unter anderem mittels Lichtbänder unter der Decke belichtet. Der Altarraum ist trapezförmig und mehrstufig erhöht. Die Belichtung des Altarraumes erfolgt durch die linke schräggestellte Wand mit einem Gitterwerk aus Beton und Glas.